# Saint-Nazaire-de-Pézan
Saint-Nazaire-de-Pézan este o comună în departamentul Hérault din sudul Franței. În 2009 avea o populație de 568 de locuitori.

## Evoluția populației
| An        | 1975 | 1982 | 1990 | 1999 | 2006 | 2009 |
| --------- | ---- | ---- | ---- | ---- | ---- | ---- |
| Populație | 200  | 278  | 469  | 539  | 550  | 568  |